# Praha-Libeň dolní nádraží

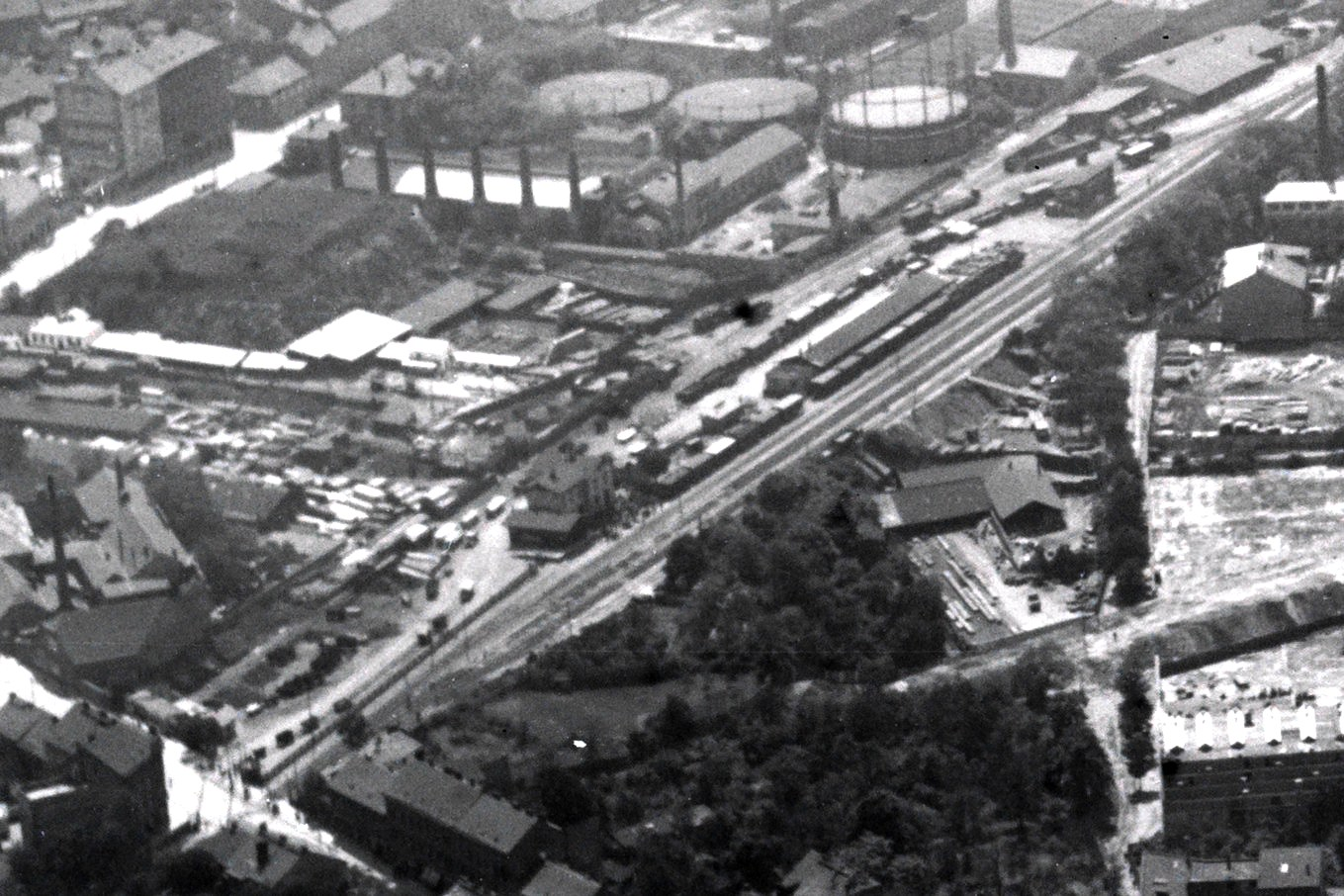
Letecká fotografie stanice z 30. let 20. století

Praha Libeň dolní nádraží byla železniční stanice na již zrušeném traťovém úseku Praha-Vysočany – Praha-Těšnov. Nacházela se severozápadně od původní historické Palmovky, jihozápadně od dnešní stanice metra Palmovka.

## Historie
Nádraží bylo postaveno současně s železniční tratí Rakouské severozápadní dráhy roku 1873 na pozemcích staré usedlosti Balabenka.
Osobní doprava byla ukončena roku 1972.

## Popis

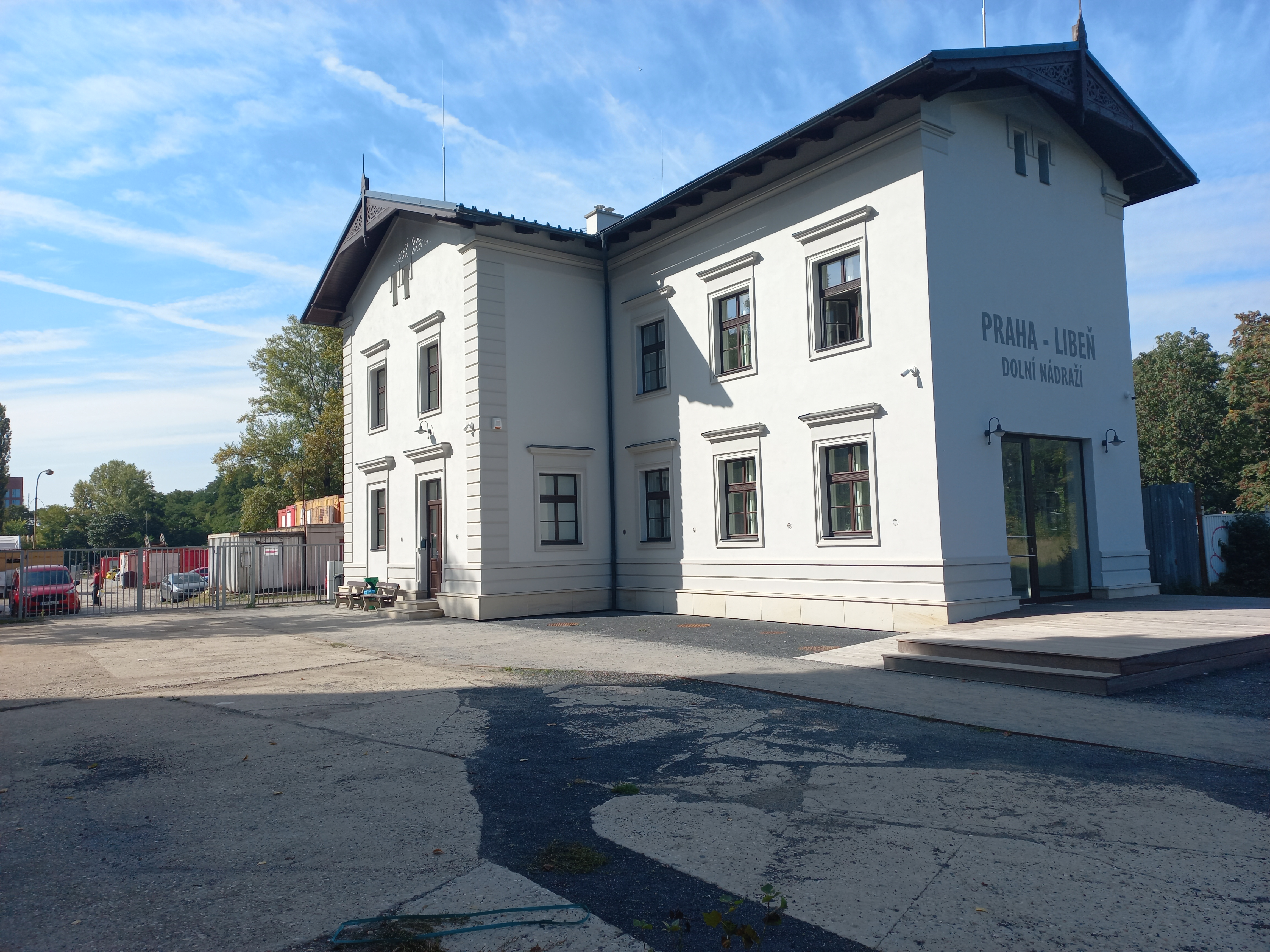
Libeň dolní nádraží (stav po opravě, září 2023)

Oba přilehlé traťové úseky zůstaly až do ukončení provozu jednokolejné, nádraží tedy sloužilo ke křižování vlaků. Mělo tři dopravní koleje číslo 1, 2 a 3 a dvě koleje manipulační číslo 5 a 7. Kolej číslo 7 byla kusá a dala se obsluhovat pouze z těšnovského zhlaví.
Z nádraží také vedla železniční vlečka do nedalekého strojírenského podniku Rustonka.
V místě dnešní křižovatky se nacházel železniční přejezd vybavený mechanickými závorami, jejichž obsluha byla zajišťována ze stavědla St.1. Tramvaje přes tento přejezd přejížděly do roku 1986.
Z původního nádraží se do dnešních dob nedaleko od dnešní Palmovky zachovala pouze jedna budova na adrese Zenklova 250/5.
Pod prostorem bývalého nádraží prochází trasa B Pražského metra mezi blízkou stanicí Palmovka a stanicí Invalidovna.